# آسیاب جویم
آسیاب جویم مربوط به دوره صفوی است و در شهرستان جویم، بخش جویم، ۳ کیلومتری شرق شهر جویم واقع شده و این اثر در تاریخ ۱۸ شهریور ۱۳۸۷ با شمارهٔ ثبت ۲۳۲۱۶ به‌عنوان یکی از آثار ملی ایران به ثبت رسیده است.